# Balazuc
Balazuc is een gemeente in het Franse departement Ardèche (regio Auvergne-Rhône-Alpes) en telt 337 inwoners (1999). De plaats maakt deel uit van het arrondissement Largentière. Deze gemeente wordt geklasseerd als een "Village de caractère" en is lid van Les Plus Beaux Villages de France.

## Geschiedenis
Ooit was dit een burcht der Galliërs met de naam Baladunum, gelegen aan wed (een waadbare plaats in een rivier).
Na de Slag bij Poitiers in 732, vluchtten de verslagen Moren over de Pyreneeën. Andere Moorse legergroepen trokken niet over het gebergte, maar bleven ronddolen in het zuiden van het Frankenland. Vooral in de toen zeer dunbevolkte gebieden zoals de Cevennen en de Ardèche, doolden er Moren rond. Emir Youssouf en zijn groep, kwamen in 734 aan de Ardèche. Waar nu Balazuc ligt, verscholen ze zich in de holen en grotten, aan de Ardècherivier. Ze stichtten toen een Saraceense kolonie. Nu zijn deze holen en grotten souvenirwinkels geworden, voor de vele toeristen die dit prachtige kleine stadje bezoeken.

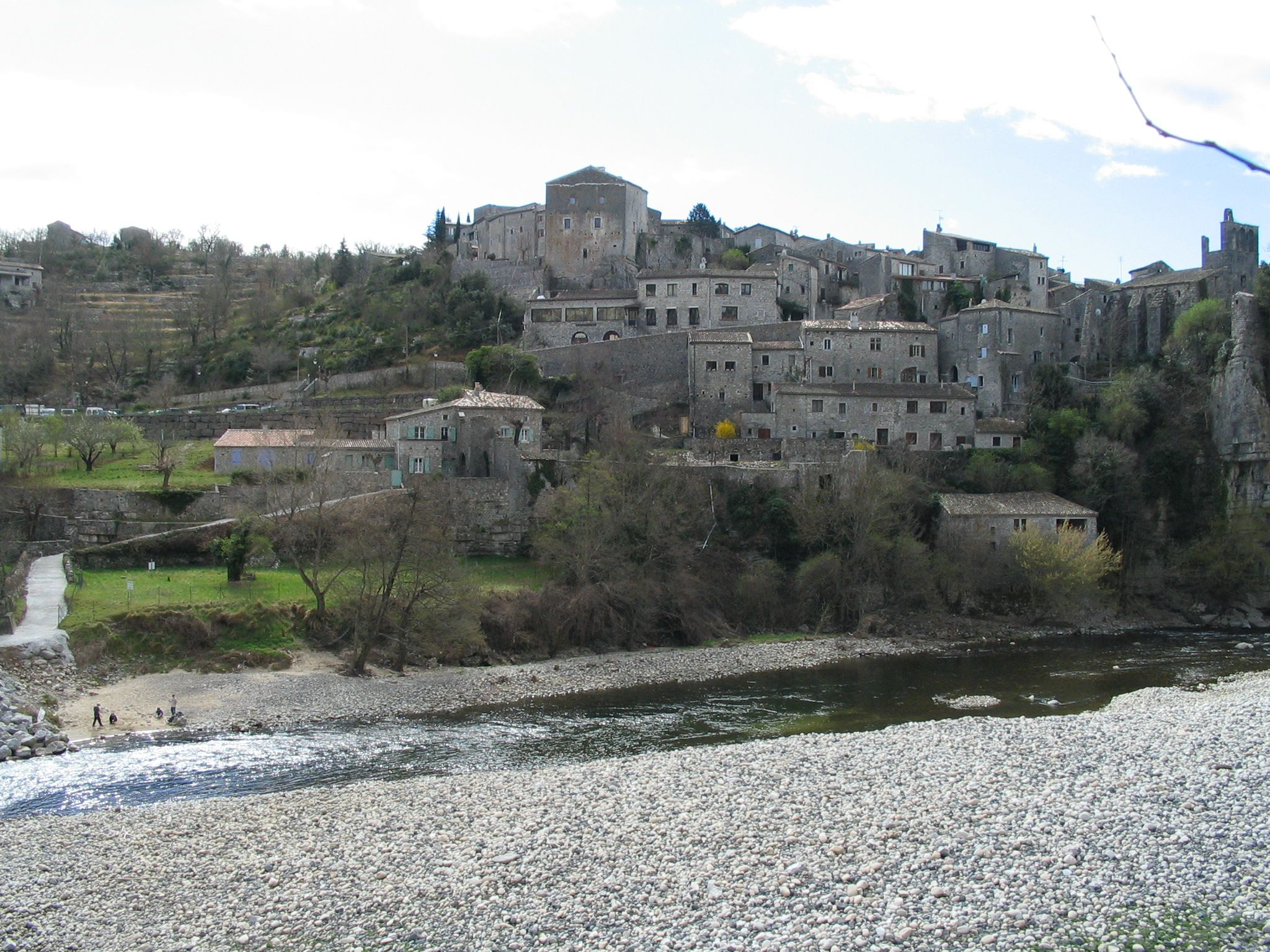
Zicht op Balazuc, aan de oever van de Ardèche

## Geografie
De oppervlakte van Balazuc bedraagt 18,5 km², de bevolkingsdichtheid is 18,2 inwoners per km².

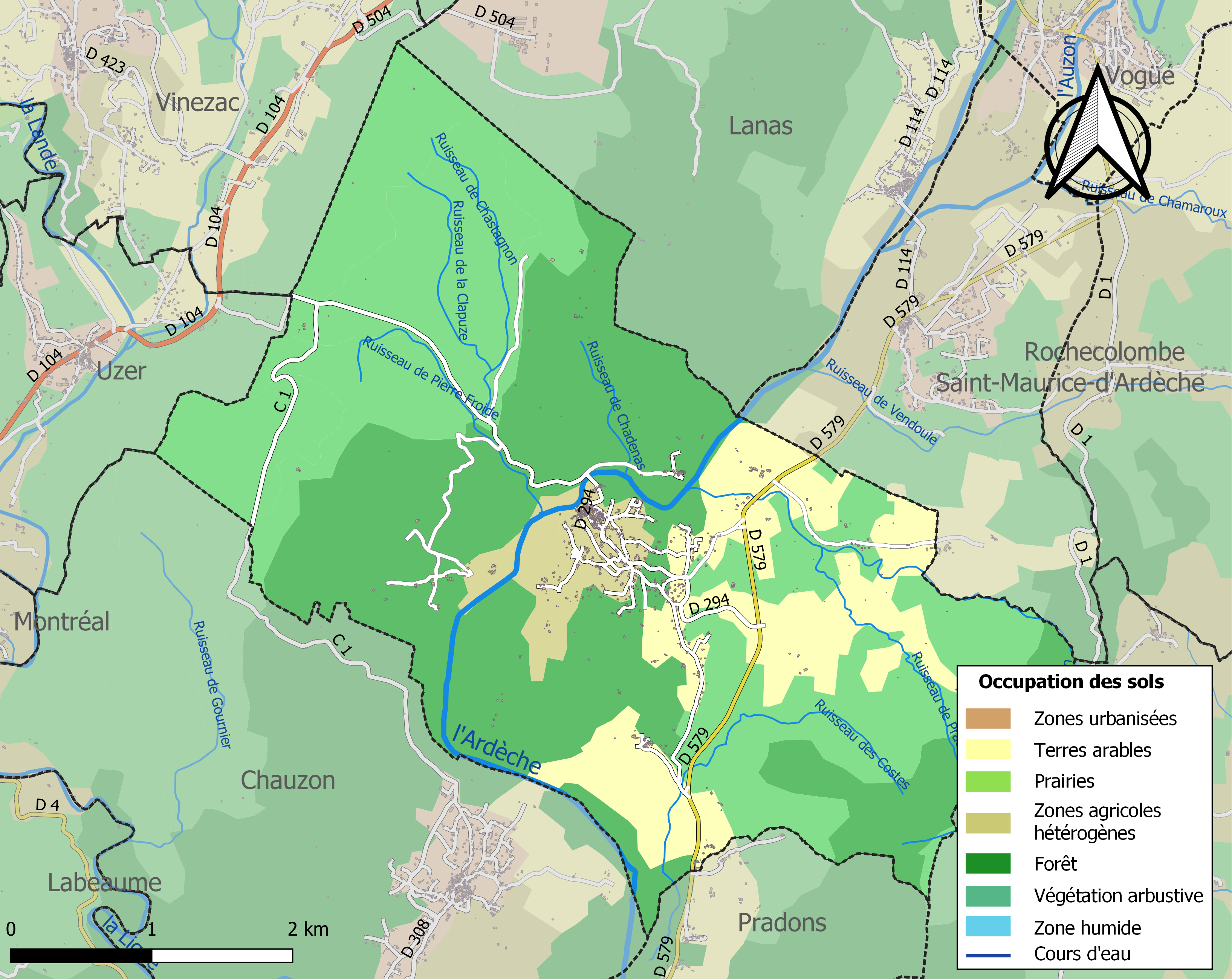
Kaart van de gemeente met belangrijkste infrastructuur, bodemgebruik en omliggende gemeenten

## Demografie
Onderstaande figuur toont het verloop van het inwonertal (bron: INSEE-tellingen).

Vanwege een beveiligingsprobleem met de MediaWiki Graph-software is het momenteel niet mogelijk deze grafiek weer te geven. Zodra de software is bijgewerkt zal de grafiek vanzelf weer zichtbaar worden.

## Bezienswaardigheden
- De middeleeuwse binnenstad is gelegen op de top van een klif langs de Ardècherivier. Men vindt er veel nauwe en met keien geplaveide steegjes, soms met overwelvingen.
- La Rue des Sarcophages: hier ziet men een kopie van een paleochristelijke sarcofaag, uit het einde van de vierde of begin vijfde eeuw, met afbeeldingen in hoogreliëf van Bijbelse taferelen. Het origineel bevindt zich in Lyon in het museum van de Gallo-Romeinse beschaving.
- Église Sainte-Marie, een Romaanse kerk uit het einde van de 11de en begin 12de eeuw. De klokkentoren heeft een driepasboog. Het altaar is het oudste historisch erfgoed in Balazuc.
- Chapelle Saint Jean Baptiste: de rouwkapel uit de 13de of 14de eeuw is al een ruïne sinds 1762.
- Een kasteel uit de 11de eeuw, verder uitgebreid in de 13de eeuw. De vierkante slottoren en een gedeelte van de vestingmuren zijn nog bewaard gebleven.